# Équipe des Pays-Bas de football à la Coupe du monde 1994
L'équipe des Pays-Bas de football est quart-de-finaliste de la Coupe du monde de 1994 qui se déroule aux États-Unis. Son parcours s'arrête le samedi 9 juillet contre le Brésil.  
Avant le début du tournoi, les Pays-Bas sont estimés comme la sélection la plus équilibrée, une défense réputée presque imperméable et une attaque à fort potentiel avec ses stars de l'époque.
Le meneur de jeu de l'Inter Milan, Dennis Bergkamp annoncé avant le tournoi comme la star de la sélection néerlandaise a quelque peu déçu, malgré de bonnes prestations il n'a pas pesé autant qu'attendu et son influence un peu en dessous des espoirs qu'elle suscitait n'a pas permis d'emmener la formation batave au-delà des quarts-de-finale.

## Les clubs représentés dans la sélection
Cette 6e sélection néerlandaise dans l'histoire de la Coupe du Monde est constitué d'une majorité de joueurs évoluant au pays.
Sur les vingt deux acteurs:
- Treize évoluent aux Pays Bas
- Neuf évoluent à l'extérieur du pays.

| Nombre de joueurs | Pays | Clubs                                                        |
| ----------------- | ---- | ------------------------------------------------------------ |
| 14                |      | Ajax Amsterdam (7) Feyenoord Rotterdam (5) PSV Eindhoven (2) |
| 4                 |      | Inter Milan (2) US Foggia (1) Lazio Rome (1)                 |
| 1                 |      | FC Barcelone (1)                                             |
| 1                 |      | RSC Anderlecht (1)                                           |
| 1                 |      | Aberdeen FC (1)                                              |
| 1                 |      | Sporting Portugal (1)                                        |
| 1                 |      | Bayern Munich (1)                                            |

## Phase finale

### Premier tour

#### Pays-Bas - Arabie Saoudite
Pour son premier match la sélection des "oranges" sera malmené par une étonnante équipe saoudienne. Le premier acte de ce duel se termine d'ailleurs par un avantage au score de 1-0 pour les saoudiens.Le capitaine des joueurs du golfe Mohammed aura même deux opportunités sérieuses de doubler la marque en fin de première mi-temps. 
Les néerlandais vont refaire leur retard en seconde période grâce tout d'abord à un tir très puissant de Wim Jonk 50e. Ce n'est qu'a quatre minutes de la fin du temps réglementaire sur une erreur du gardien adverse que Gaston Taument inscrira le but de la victoire. Une victoire néerlandaise sur le fil donc pour ce premier match. Les joueurs bataves auront tout fait pour revenir et arracher cette victoire à l'image de Dennis Bergkamp, Marc Overmars, et Ronald Koeman très actifs.
| 20 juin 1994                      | Pays-Bas               | 2 - 1   | Arabie saoudite | RFK Stadium, Washington                           |                                                   |
| 19:35 · Historique des rencontres | Jonk 50e · Taument 86e | (0 - 1) | Amin 18e        | Spectateurs : 50 535 Arbitrage : Manuel Diaz Vega | Spectateurs : 50 535 Arbitrage : Manuel Diaz Vega |
| 19:35 · Historique des rencontres | Rapport                |         |                 | Spectateurs : 50 535 Arbitrage : Manuel Diaz Vega | Spectateurs : 50 535 Arbitrage : Manuel Diaz Vega |

| Pays - Bas | Arabie Saoudite |

| GK              | 1  | Ed de Goey        |     |     |
| DF              | 2  | Frank de Boer     | 75e |     |
| MF              | 3  | Frank Rijkaard    |     |     |
| DF              | 4  | Ronald Koeman (c) |     |     |
| MF              | 6  | Jan Wouters       |     |     |
| MF              | 7  | Marc Overmars     |     | 58e |
| MF              | 8  | Wim Jonk          |     |     |
| MF              | 9  | Ronald de Boer    |     |     |
| FW              | 10 | Dennis Bergkamp   |     |     |
| MF              | 11 | Bryan Roy         |     | 81e |
| DF              | 14 | Ulrich van Gobbel | 36e |     |
| Remplacements : |    |                   |     |     |
| MF              | 17 | Gaston Taument    |     | 58e |
| FW              | 19 | Peter van Vossen  |     | 81e |
| Sélectionneur : |    |                   |     |     |
| Dick Advocaat   |    |                   |     |     |

| GK              | 1  | Mohamed Al-Deayea    |     |     |
| DF              | 2  | Abdullah al-Dosari   | 28e |     |
| DF              | 3  | Mohammed Al-Khilaiwi |     |     |
| DF              | 5  | Ahmad Jamil Madani   |     |     |
| MF              | 6  | Fuad Anwar           | 61e |     |
| FW              | 8  | Fahad Al-Bishi       |     |     |
| FW              | 9  | Majed Abdullah (c)   |     |     |
| MF              | 10 | Saeed Al-Owairan     |     | 69e |
| DF              | 13 | Mohamed Al-Jawad     | 31e |     |
| MF              | 14 | Khalid Al-Muwallid   |     |     |
| MF              | 16 | Talal Jebreen        |     |     |
| Remplacements : |    |                      |     |     |
| MF              | 19 | Hamzah Saleh         |     | 69e |
| Sélectionneur : |    |                      |     |     |
| Jorge Solari    |    |                      |     |     |

| Arbitres assistants : Valentin Ivanov Sándor Márton Quatrième arbitre : Sándor Puhl |

#### Belgique - Pays Bas
Une rencontre très intenses aux multiples occasions. Les néerlandais ont trop souvent butés sur l'excellent gardien belge Michel Preud'homme. Malgré ce match de haut niveau porté vers l'offensive aucun but néerlandais ne sera inscrit, et cette deuxième rencontre voit les hommes de Dick Advocaat concéder leur première déconvenue dans ce tournoi. A noter que ce fut la 117e confrontation tout match confondu entre la Belgique et les Pays-Bas. Un derby cette fois ci perdu par les "oranges".
| 25 juin 1994                      | Belgique   | 1 - 0   | Pays-Bas | Citrus Bowl, Orlando                              |                                                   |
| 12:35 · Historique des rencontres | Albert 65e | (0 - 0) |          | Spectateurs : 62 387 Arbitrage : Renato Marsiglia | Spectateurs : 62 387 Arbitrage : Renato Marsiglia |
| 12:35 · Historique des rencontres | Rapport    |         |          | Spectateurs : 62 387 Arbitrage : Renato Marsiglia | Spectateurs : 62 387 Arbitrage : Renato Marsiglia |

| Belgique | Pays - Bas |

| GK              | 1  | Michel Preud'homme  |     |     |
| DF              | 3  | Vital Borkelmans    | 20e | 61e |
| DF              | 4  | Philippe Albert     |     |     |
| MF              | 6  | Lorenzo Staelens    |     |     |
| MF              | 7  | Franky Van der Elst |     |     |
| FW              | 9  | Marc Degryse        |     |     |
| MF              | 10 | Enzo Scifo          |     |     |
| DF              | 13 | Georges Grün (c)    |     |     |
| DF              | 14 | Michel De Wolf      |     |     |
| MF              | 15 | Marc Emmers         |     | 78e |
| FW              | 17 | Josip Weber         |     |     |
| Remplacements : |    |                     |     |     |
| MF              | 5  | Rudi Smidts         |     | 61e |
| DF              | 2  | Dirk Medved         |     | 78e |
| Sélectionneur : |    |                     |     |     |
| Paul Van Himst  |    |                     |     |     |

| GK              | 1  | Ed de Goey        |     |     |
| DF              | 2  | Frank de Boer     |     |     |
| MF              | 3  | Frank Rijkaard    | 81e |     |
| DF              | 4  | Ronald Koeman (c) |     |     |
| MF              | 6  | Jan Wouters       | 19e |     |
| MF              | 8  | Wim Jonk          | 39e |     |
| MF              | 9  | Ronald de Boer    |     | 45e |
| FW              | 10 | Dennis Bergkamp   | 88e |     |
| MF              | 11 | Bryan Roy         |     |     |
| MF              | 17 | Gaston Taument    |     | 64e |
| DF              | 18 | Stan Valckx       |     |     |
| Remplacements : |    |                   |     |     |
| MF              | 5  | Rob Witschge      | 49e | 45e |
| MF              | 7  | Marc Overmars     |     | 64e |
| Sélectionneur : |    |                   |     |     |
| Dick Advocaat   |    |                   |     |     |

| Arbitres assistants : Paulo Jorge Alves Michał Listkiewicz Quatrième arbitre : Kurt Röthlisberger |

#### Maroc - Pays Bas
Une victoire néerlandaise qui se dessina en grande partie grâce à un seul joueur Dennis Bergkamp, très actif et véritable influenceur dans l'orientation du jeu de son équipe. Deux faits concrets caractérisent l'influence de Bergkamp dans ce match, c'est lui qui marque le premier but sur un service de Peter van Vossen, et dans le dernier quart d'heure alors que les marocains tiennent le nul 1-1 c'est en passeur décisif qu'il sert parfaitement en retrait Bryan Roy.
| 29 juin 1994                      | Maroc     | 1 - 2   | Pays-Bas               | Citrus Bowl, Orlando                                    |                                                         |
| 12:35 · Historique des rencontres | Nader 47e | (0 - 1) | Bergkamp 43e · Roy 77e | Spectateurs : 60 578 Arbitrage : Alberto Tejada Noriega | Spectateurs : 60 578 Arbitrage : Alberto Tejada Noriega |
| 12:35 · Historique des rencontres | Rapport   |         |                        | Spectateurs : 60 578 Arbitrage : Alberto Tejada Noriega | Spectateurs : 60 578 Arbitrage : Alberto Tejada Noriega |

| Maroc | Pays - Bas |

| DF              | 3  | Abdelkrim El Hadrioui |     |     |
| MF              | 4  | Tahar El Khalej (c)   | 14e |     |
| DF              | 5  | Smahi Triki           |     |     |
| MF              | 8  | Rachid Azzouzi        |     | 61e |
| FW              | 13 | Ahmed Bahja           |     |     |
| MF              | 15 | El Arbi Hababi        | 28e |     |
| FW              | 16 | Hassan Nader          | 12e |     |
| DF              | 18 | Rachid Neqrouz        |     |     |
| FW              | 19 | Abdelmajid Bouyboud   | 25e | 47e |
| MF              | 21 | Mohamed Samadi        | 41e |     |
| GK              | 22 | Zakaria Alaoui        |     |     |
| Remplacements : |    |                       |     |     |
| MF              | 7  | Mustapha Hadji        |     | 47e |
| MF              | 11 | Rachid Daoudi         |     | 61e |
| Sélectionneur : |    |                       |     |     |
| Abdellah Blinda |    |                       |     |     |

| GK              | 1  | Ed de Goey        |     |     |
| DF              | 2  | Frank de Boer     |     |     |
| DF              | 4  | Ronald Koeman (c) |     |     |
| MF              | 5  | Rob Witschge      |     |     |
| MF              | 6  | Jan Wouters       | 75e |     |
| MF              | 7  | Marc Overmars     |     | 56e |
| MF              | 8  | Wim Jonk          |     |     |
| FW              | 10 | Dennis Bergkamp   |     |     |
| DF              | 18 | Stan Valckx       | 79e |     |
| FW              | 19 | Peter van Vossen  |     | 67e |
| MF              | 20 | Aron Winter       |     |     |
| Remplacements : |    |                   |     |     |
| MF              | 11 | Bryan Roy         |     | 67e |
| MF              | 17 | Gaston Taument    |     | 56e |
| Sélectionneur : |    |                   |     |     |
| Dick Advocaat   |    |                   |     |     |

| Arbitres assistants : Venancio Concepcion Zarate Mikael Erik Everstig Quatrième arbitre : Bo Karlsson |

#### Classement du groupe F
| Classement final Groupe F |                 |     |   |   |   |   |    |    |      |
|                           | Équipe          | Pts | J | G | N | P | BP | BC | Diff |
| 1                         | Pays-Bas        | 6   | 3 | 2 | 0 | 1 | 4  | 3  | +1   |
| 2                         | Arabie saoudite | 6   | 3 | 2 | 0 | 1 | 4  | 3  | +1   |
| 3                         | Belgique        | 6   | 3 | 2 | 0 | 1 | 2  | 1  | +1   |
| 4                         | Maroc           | 0   | 3 | 0 | 0 | 3 | 2  | 5  | -3   |

### Huitième de finale
Une rencontre totalement dominée par la sélection néerlandaise. Marc Overmars aura été un joueur clé, perturbant sans cesse la défense irlandaise par ses débordements d'ailier. Denis Bergkamp aura également pesé sur ce match, c'est d'ailleurs lui qui ouvre la marque d'une reprise de volée sur un centre de Overmars. Maitrisant son sujet de bout en bout, la sélection batave se créera de multiples occasions et doublera logiquement la mise sur un tir lointain de Wim Jonk mal maitrisé par le portier irlandais Pat Bonner qui commettait  une bévue.
| Titulaires :    |                  |     |
|                 |                  |     |
| 1               | Ed de Goey       |     |
| 2               | Frank de Boer    |     |
| 3               | Frank Rijkaard   |     |
| 4               | Ronald Koeman    |     |
| 5               | Rob Witschge     | 79e |
| 7               | Marc Overmars    |     |
| 8               | Wim Jonk         |     |
| 10              | Dennis Bergkamp  |     |
| 18              | Stan Valckx      |     |
| 19              | Peter van Vossen | 70e |
| 20              | Aron Winter      |     |
|                 |                  |     |
| Remplaçants :   |                  |     |
| 11              | Bryan Roy        | 70e |
| 16              | Arthur Numan     | 79e |
|                 |                  |     |
| Sélectionneur : |                  |     |
| Dick Advocaat   |                  |     |

| Titulaires :    |                |     |
|                 |                |     |
| 1               | Pat Bonner     |     |
| 3               | Terry Phelan   |     |
| 5               | Paul McGrath   |     |
| 6               | Roy Keane      |     |
| 7               | Andy Townsend  |     |
| 8               | Ray Houghton   |     |
| 10              | John Sheridan  |     |
| 11              | Steve Staunton | 63e |
| 12              | Gary Kelly     |     |
| 14              | Phil Babb      |     |
| 15              | Tommy Coyne    | 73e |
|                 |                |     |
| Remplaçants :   |                |     |
| 16              | Tony Cascarino | 73e |
| 21              | Jason McAteer  | 63e |
|                 |                |     |
| Sélectionneur : |                |     |
| Jack Charlton   |                |     |

| Titulaires :    |                  |     |
|                 |                  |     |
| 1               | Ed de Goey       |     |
| 2               | Frank de Boer    |     |
| 3               | Frank Rijkaard   |     |
| 4               | Ronald Koeman    |     |
| 5               | Rob Witschge     | 79e |
| 7               | Marc Overmars    |     |
| 8               | Wim Jonk         |     |
| 10              | Dennis Bergkamp  |     |
| 18              | Stan Valckx      |     |
| 19              | Peter van Vossen | 70e |
| 20              | Aron Winter      |     |
|                 |                  |     |
| Remplaçants :   |                  |     |
| 11              | Bryan Roy        | 70e |
| 16              | Arthur Numan     | 79e |
|                 |                  |     |
| Sélectionneur : |                  |     |
| Dick Advocaat   |                  |     |

| Titulaires :    |                |     |
|                 |                |     |
| 1               | Pat Bonner     |     |
| 3               | Terry Phelan   |     |
| 5               | Paul McGrath   |     |
| 6               | Roy Keane      |     |
| 7               | Andy Townsend  |     |
| 8               | Ray Houghton   |     |
| 10              | John Sheridan  |     |
| 11              | Steve Staunton | 63e |
| 12              | Gary Kelly     |     |
| 14              | Phil Babb      |     |
| 15              | Tommy Coyne    | 73e |
|                 |                |     |
| Remplaçants :   |                |     |
| 16              | Tony Cascarino | 73e |
| 21              | Jason McAteer  | 63e |
|                 |                |     |
| Sélectionneur : |                |     |
| Jack Charlton   |                |     |

### Quart de finale
Un match de très haut niveau, le plus beau du tournoi. Le défenseur Ronald Koeman retrouve son coéquipier du FC Barcelone Romario. Menés 2-0 au bout d'un peu plus d'une heure de jeu, les buts aurivierdes ayant été marqué par Romario et Bebeto respectivement à la 52e et 63e, les néerlandais vont trouver les ressources nécessaires pour revenir dans la partie, tout d'abord grâce à Denis Bergkamp qui va parfaitement se jouer de la défense sud américaine, puis part Winter qui trompait Cláudio Taffarel de la tête. Les hommes de Dick Advocaat auront même une occasion très nette de prendre l'avantage. Des espoirs de victoires qui seront anéantis par un coup franc brésilien de 30 mètres tiré par Branco.
| Titulaires :    |                  |     |
|                 |                  |     |
| 1               | Ed de Goey       |     |
| 3               | Frank Rijkaard   | 64e |
| 4               | Ronald Koeman    |     |
| 5               | Rob Witschge     |     |
| 6               | Jan Wouters      |     |
| 7               | Marc Overmars    |     |
| 8               | Wim Jonk         |     |
| 10              | Dennis Bergkamp  |     |
| 18              | Stan Valckx      |     |
| 19              | Peter van Vossen | 54e |
| 20              | Aron Winter      |     |
|                 |                  |     |
| Remplaçants :   |                  |     |
| 9               | Ronald de Boer   | 64e |
| 11              | Bryan Roy        | 54e |
|                 |                  |     |
| Sélectionneur : |                  |     |
| Dick Advocaat   |                  |     |

| Titulaires :            |                  |     |
|                         |                  |     |
| 1                       | Cláudio Taffarel |     |
| 2                       | Jorginho         |     |
| 5                       | Mauro Silva      |     |
| 6                       | Branco           | 90e |
| 7                       | Bebeto           |     |
| 8                       | Dunga            |     |
| 9                       | Zinho            |     |
| 11                      | Romário          |     |
| 13                      | Aldair           |     |
| 15                      | Márcio Santos    |     |
| 17                      | Mazinho          | 80e |
|                         |                  |     |
| Remplaçants :           |                  |     |
| 10                      | Raí              | 80e |
| 14                      | Cafu             | 90e |
|                         |                  |     |
| Sélectionneur :         |                  |     |
| Carlos Alberto Parreira |                  |     |

| Titulaires :    |                  |     |
|                 |                  |     |
| 1               | Ed de Goey       |     |
| 3               | Frank Rijkaard   | 64e |
| 4               | Ronald Koeman    |     |
| 5               | Rob Witschge     |     |
| 6               | Jan Wouters      |     |
| 7               | Marc Overmars    |     |
| 8               | Wim Jonk         |     |
| 10              | Dennis Bergkamp  |     |
| 18              | Stan Valckx      |     |
| 19              | Peter van Vossen | 54e |
| 20              | Aron Winter      |     |
|                 |                  |     |
| Remplaçants :   |                  |     |
| 9               | Ronald de Boer   | 64e |
| 11              | Bryan Roy        | 54e |
|                 |                  |     |
| Sélectionneur : |                  |     |
| Dick Advocaat   |                  |     |

| Titulaires :            |                  |     |
|                         |                  |     |
| 1                       | Cláudio Taffarel |     |
| 2                       | Jorginho         |     |
| 5                       | Mauro Silva      |     |
| 6                       | Branco           | 90e |
| 7                       | Bebeto           |     |
| 8                       | Dunga            |     |
| 9                       | Zinho            |     |
| 11                      | Romário          |     |
| 13                      | Aldair           |     |
| 15                      | Márcio Santos    |     |
| 17                      | Mazinho          | 80e |
|                         |                  |     |
| Remplaçants :           |                  |     |
| 10                      | Raí              | 80e |
| 14                      | Cafu             | 90e |
|                         |                  |     |
| Sélectionneur :         |                  |     |
| Carlos Alberto Parreira |                  |     |

## Les joueurs utilisés
| Joueurs                                 |    |    |    |    |    | Total |
| Gardiens de but                         |    |    |    |    |    |       |
| Ed de Goey (Feyenoord Rotterdam)        | 90 | 90 | 90 | 90 | 90 | 450   |
| Défenseurs                              |    |    |    |    |    |       |
| Ulrich van Gobbel (Feyenoord Rotterdam) | 90 | -  | -  | -  | -  | 90    |
| Ronald Koeman (FC Barcelone)            | 90 | 90 | 90 | 90 | 90 | 450   |
| Frank de Boer (Ajax Amsterdam)          | 90 | 90 | 90 | 90 | -  | 360   |
| Stan Valckx (Sporting Portugal)         |    | 90 | 90 | 90 | 90 | 360   |
| Aron Winter (Lazio Rome)                | -  | -  | 90 | 90 | 90 | 270   |
| Arthur Numan (PSV Eindhoven)            | -  | -  | -  | 12 | -  | 12    |
| Milieux                                 |    |    |    |    |    |       |
| Wim Jonk (Inter Milan)                  | 90 | 90 | 90 | 90 | 90 | 450   |
| Jan Wouters (PSV Eindhoven)             | 90 | 90 | 90 | -  | 90 | 360   |
| Marc Overmars (Ajax Amsterdam)          | 58 | 27 | 56 | 90 | 90 | 321   |
| Ronald de Boer (Ajax Amsterdam)         | 90 | 45 | -  | -  | 26 | 161   |
| Frank Rijkaard (Ajax Amsterdam)         | 90 | 90 | -  | 90 | 64 | 334   |
| Rob Witschge (Feyenoord Rotterdam)      | -  | 45 | 90 | 78 | 90 | 303   |
| Attaquants                              |    |    |    |    |    |       |
| Dennis Bergkamp (Inter Milan)           | 90 | 90 | 90 | 90 | 90 | 450   |
| Bryan Roy (US Foggia)                   | 81 | 90 | 23 | 20 | 36 | 250   |
| Gaston Taument (Feyenoord Rotterdam)    | 32 | 63 | 34 | -  | -  | 129   |
| Peter van Vossen (Ajax Amsterdam)       | 9  | -  | 67 | 70 | 54 | 200   |

Dick Advocaat aura utilisé 17 joueurs sur les 22 appelés.

## Lien vidéo
Match Brésil - Pays Bas 1994 sur FIFA TV  (consulté le 20/12/2017)